# Kazimierz Kling
Kazimierz Jan Kling (ur. 29 sierpnia 1884 w Przemyślu, zm. 14 czerwca 1942 w Warszawie) – profesor chemii, twórca polskiej szkoły analityków i metodyków badań ropy naftowej i gazu ziemnego.

## Życiorys
Urodził się w rodzinie nauczyciela Stefana oraz Jadwigi z Sękowskich. W 1902 ukończył C.K. Gimnazjum w Przemyślu, a w 1907 chemię na Uniwersytecie Lwowskim. Jako pracownik uniwersytetu uzyskał doktorat (1908) a następnie habilitację (1913). W tym czasie skonstruował szereg innowacyjnych urządzeń laboratoryjnych. Z powodu wybuchu wojny wyjechał do Wiednia, gdzie skonstruował kieszonkowy tester zawartości dwutlenku węgla. W 1916 powrócił do Lwowa, zostając najbliższym współpracownikiem prof. Ignacego Mościckiego w spółce badawczej Metan. Od 1917 był redaktorem naczelnym czasopisma o tej samej nazwie. Wspólnie z Mościckim prowadził specjalistyczne badania wykorzystania gazu ziemnego i ropy naftowej. W roku akademickim 1924/25 pełnił funkcję dziekana Wydziału Matematyczno-Przyrodniczego UL. Od 1926 mieszkał w Warszawie, dokąd przeniesiony został Chemiczny Instytut Badawczy. W 1929 został mianowany profesorem zwyczajnym chemii ogólnej na Wydziale Chemicznym Politechniki Warszawskiej. W latach 1935–1939 był trzecim i ostatnim przed wybuchem II wojny światowej dyrektorem Chemicznego Instytutu Badawczego. W 1938 odznaczony Krzyżem Komandorskim Orderu Odrodzenia Polski. Jako profesor zwyczajny Politechniki Lwowskiej w stanie nieczynnym z dniem 31 sierpnia 1938 został przeniesiony w stan spoczynku.
Po agresji ZSRR na Polskę  17 września 1939 ewakuował się wraz z instytutem do Rumunii. Wiosną 1942 powrócił do Warszawy, gdzie wkrótce zmarł.
Jego żoną była Maria Siemaszkowa, córka aktorki Wandy, z którą nie miał dzieci.